# Théodore Labarre

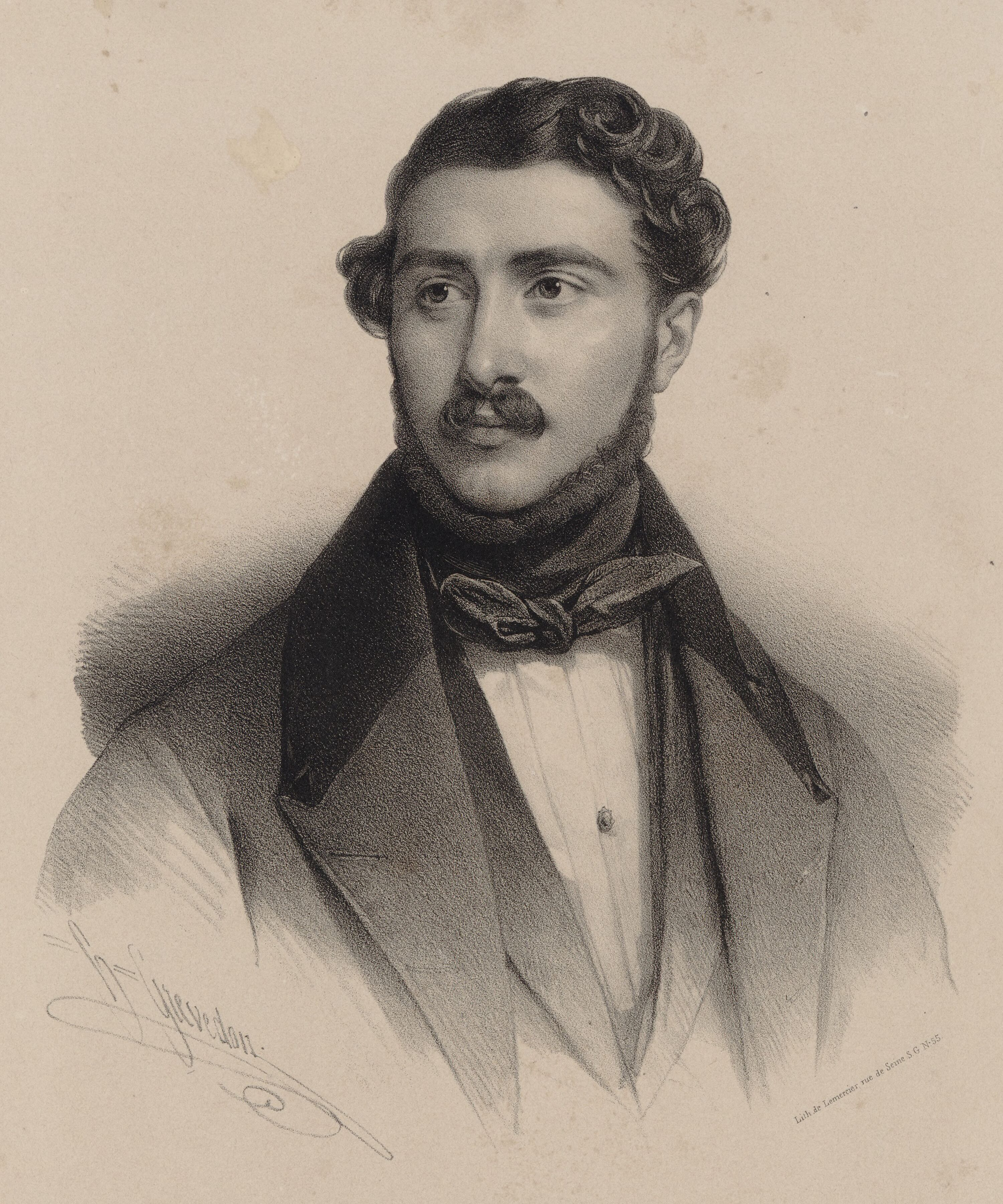
Théodore Labarre, litografi av Henri Grevedon.

Joseph François Théodore Labarre, född den 5 mars 1805 i Paris, död där den 9 mars 1870, var en fransk harpvirtuos.
Labarre, som var elev av Bochsa och Naderman med flera, firades mycket på vidsträckta konsertresor. Han var 1847-1849 kapellmästare vid Opéra-comique i Paris och blev 1851 chef för Napoleon III:s privatmusik samt 1867 professor i harpspel vid konservatoriet. Labarre utgav en harpskola och komponerade ett 100-tal stycken för sitt instrument samt omtyckta sångromanser, 4 operor, baletter med mera.